# Coppa Italia 1976 (hockey su pista)
La Coppa Italia 1976 è stata la 10ª edizione della principale coppa nazionale italiana di hockey su pista. Il torneo si è concluso il 20 novembre 1976.
Il trofeo è stato conquistato dal Novara per la sesta volta nella sua storia.

## Risultati

### Quarti di finale
| Squadra 1      | Totale | Squadra 2 | Andata | Ritorno |
| -------------- | ------ | --------- | ------ | ------- |
| AFP Giovinazzo | ?      | ?         | ?      | ?       |
| Amatori Lodi   | 5 - 15 | Novara    | 3 - 6  | 2 - 9   |
| CGC Viareggio  | 5 - 5  | Follonica | 3 - 0  | 2 - 5   |
| Trissino       | ?      | ?         | ?      | ?       |

### Semifinali
| Squadra 1      | Totale | Squadra 2     | Andata | Ritorno |
| -------------- | ------ | ------------- | ------ | ------- |
| AFP Giovinazzo | 5 - 14 | Novara        | 2 - 4  | 3 - 10  |
| Trissino       | 4 - 8  | CGC Viareggio | 2 - 4  | 2 - 4   |

### Finale
| Novara 13 novembre 1976 Finale di andata | Novara     | 7 – 0 | CGC Viareggio | Palazzetto dello sport |
| \| \| \| \| \| Battistella ?'??" Fona ?'??" Borrini ?'??" \| Marcatori \| \| \| Battistella Borrini Brignoni De Grandis Fona Givoni Mancin Perego Romussi Scacchetti \| Formazioni \| \| \| Claudio Ghione \| Allenatori \| ? \| |            |       |               |                        |
| |            |       |               |                        |
| Battistella ?'??" Fona ?'??" Borrini ?'??" | Marcatori  |       |               |                        |
| Battistella Borrini Brignoni De Grandis Fona Givoni Mancin Perego Romussi Scacchetti | Formazioni |       |               |                        |
| Claudio Ghione | Allenatori | ?     |               |                        |

| Viareggio 20 novembre 1976 Finale di ritorno | CGC Viareggio | 8 – 7                                                                                | Novara | PalaBarsacchi |
| \| \| \| \| \| Palagi Della Latta Bandieri R. Pardini Paoli Valenti Piacentini Pagni Musetti A. Pardini \| Formazioni \| Battistella Borrini Brignoni De Grandis Fona Givoni Mancin Perego Romussi Scacchetti \| \| Aldo Bargellini \| Allenatori \| Ferruccio Panagini \| |               |                                                                                      |        |               |
| |               |                                                                                      |        |               |
| Palagi Della Latta Bandieri R. Pardini Paoli Valenti Piacentini Pagni Musetti A. Pardini | Formazioni    | Battistella Borrini Brignoni De Grandis Fona Givoni Mancin Perego Romussi Scacchetti |        |               |
| Aldo Bargellini | Allenatori    | Ferruccio Panagini                                                                   |        |               |

## Campioni
| Vincitore della Coppa Italia 1976 |
| --------------------------------- |
| Novara 6º titolo                  |